# Käthe Schirmacher
Käthe Schirmacher (ur. 6 sierpnia 1865 w Gdańsku, zm. 18 listopada 1930 w Merano) – niemiecka pisarka, radykalna feministka, a potem nacjonalistyczna działaczka polityczna, jedna z pierwszych Niemek i prawdopodobnie pierwsza gdańszczanka ze stopniem naukowym doktorskim.

## Życiorys

### Życie prywatne
Była córką Richarda Albrechta Schirmachera, gdańskiego kupca i założyciela firmy handlowo-żeglugowej Th. Schirmacher. W jej dawnym domu w Gdańsku współcześnie znajduje się sklep-galeria artystyczna.
Susanne Kinnebrock w biografii Schirmacher pisała, że działaczka była publicznie znana jako biseksualna. W swoich wypowiedziach i tekstach Schirmacher pisała o pogardzie dla mężczyzn, jaką odczuwała, głównie ze względu na patriarchat i nierówności społeczne względem kobiet. Schirmacher nigdy nie wyszła za mąż. W związku z oczekiwania związanymi z wąskimi rolami płciowymi odmawiała wyjścia za mąż. Od 40 roku życia łagodniej oceniała małżeństwo, ale nigdy nie rozważała go jako swojej drogi.
Od 1910 Schirmacher mieszkała w Warlow z przyjaciółką Clarą Schleker. Można uznać, że partnerkami zostały w 1906. Utrzymywały kontakt korespondencyjny, potem pomieszkiwały razem. Ich wspólne zamieszkanie w Meklemburgii odbiło się w Niemczech sporym echem. Przez jakiś czas w literaturze naukowej utrzymywano, że Schirmacher i Schleker były jedyną znaną parą lesbijską w pierwszej fali ruchu kobiet w Niemczech, co nie jest prawdą. Związek Schirmacher i Schleker można skategoryzować jako małżeństwo bostońskie popularne w XIX i na początku XX wieku: związek wykształconymi kobietami, często działającymi w ruchu feministycznym, często o znacznej różnicy wieku lub gdy jedna pozostawała w separacji z mężem, zazwyczaj niezależnych finansowo, wspierających się w działalności zawodowej i podzielających pragnienie samostanowienia i niezależnego życia. Niemniej Clara Schleker w listach Schirmacher opisywana jest głównie jako gospodyni domowa, rzemieślniczka, sekretarka i kochanka, rzadziej jako działaczka ruchu kobiecego, polityczka czy pisarka.
Już wcześniej Schirmacher wiązała się z kobietami: w czasie pobytu w Zurychu, a potem w Paryżu, mieszkała z Margarethe Böhm. Nic nie wskazuje na ich fizyczny związek, ale istnieje wiele odniesień, że żyły jako w małżeństwie. Związek Böhm i Schirmacher zakończył się w 1896 z powodu problemów zdrowotnych tej pierwszej. Od 1898 Margerethe związała się z Paulem Joachimsohnem. Pobrali się w 1902. W 1923 kobiety zerwały kontakt z powodu jawnego antysemityzmu Schirmacher.
Od 1895 z Schirmacher i Böhm przyjaźniła się Henriette Josephson. Od 1901 stan zdrowia Josephson pogarszał się, co było przyczyną rozstania Schirmacher i Josephson. Kobiety odwiedzały się później. I ten, i poprzedni związek Schirmacher nie były ukrywany przed rodziną. Partnerki Schirmacher prowadziły korespondencję z jej rodziną. W obu relacjach widać nierównowagę: Schirmacher jako osoba publiczna, Böhm lub Josephson jako gospodyni domowa W przypadku Böhm związek rozwinął się prawdopodobnie z relacji nauczycielka – uczennica.
Następnie Schirmacher związała się z Henri Chastenet, która prawdopodobnie pomogła Schirmacher w pracy nad biografią Woltera i przy innych publikacjach po francusku. Nie zachowała się prawie żadna bezpośrednia korespondencja między kobietami, ale matka Schirmacher pisała, że kobiety znały się od 11 roku życia. W czasie związku z Chastenet Schirmacher korespondowała już z Schleker. Hanna Krüger przypisuje Henri Chastenet wpływ na zmianę poglądów Schirmacher na bardziej konserwatywne i rozwój myślenia antysemickiego.
Käthe Schirmacher zmarła podczas podróży po Merano. Została pochowana na cmentarzu w Merano.

### Edukacja i kariera
Skończyła gdańskie seminarium nauczycielskie. Do 1887 studiowała romanistykę na Uniwersytecie Paryskim. W czasie pobytu w mieście była korespondentką „Danziger Zeitung”. Pisała o emancypacji kobiet we Francji. Nawiązała kontakt ze związkiem kobiet Verein Frauenwohl. W latach 1888–1889 pracowała jako nauczycielka w Liverpoolu, ale choroba gardła uniemożliwiła jej karierę pedagogiczną. Po powrocie do Gdańska w 1890 zaczęła uczyć na kursach dla kobiet. Następnie zaczęła studia romanistyczne na Uniwersytecie w Zurychu. W 1895 uzyskała stopień naukowy doktorki na podstawie rozprawy o XVII-wiecznym pisarzu Teofilu du Vian. Potem trafiła do Egiptu. Zlecenie napisania biografii Woltera umożliwiło jej przeprowadzkę do Paryżu. Książkę wydano w 1898. Do dziś jest aktualna i wznawiana.

### Działalność feministyczna
Zasłynęła jako działaczka międzynarodowego ruchu na rzecz praw kobiet. W 1890 nawiązała kontakt z Towarzystwem Walki o Prawa Kobiet. W 1893 wyjechała do Stanów Zjednoczonych. Wzięła udział w międzynarodowym kongresie kobiet w Chicago, gdzie wygłosiła przemówienie o perspektywach małżeńskich kobiet w cesarskich Niemczech.
We wrześniu 1896 w „Journal des Débats” pojawił się jej czteroczęściowy raport na temat Międzynarodowego Kongresu Kobiet w Berlinie. W „Revue Bleue” opublikowała esej Le féminisme à l'université de Zurich. Prawdopodobnie publikowała w innych francuskich gazetach i periodykach. Była korespondentką gazet austriackich i niemieckich. W 1896 wydała książkę Herrenmoral und Frauenhalbheit (Moralność mężczyzn i połowiczność kobiet), w której w fikcyjnych listach do brata krytykowała dwulicowość społeczeństwa, opisując nierówności społeczne względem kobiet. W tym samym roku uczestniczyła i przemawiała na Kongresie Feministycznym w Paryżu, potem na Międzynarodowym Kongresie Feministycznym w Berlinie, który zrelacjonowała w „Journal des Débats”. Trzy lata później była jedną ze współzałożycielek organizacji Verband Fortschrittlicher Frauenvereine (Związek Postępowych Stowarzyszeń Kobiecych). Była honorową sekretarką organizacji.
W 1902 opublikowała tekst na temat pracy zawodowej kobiet we Francji, dwa lata później zajęła się pracą domową kobiet. W 1904 współzakładała Velbund für Frauenstimmrecht (Światowy Związek Praw Wyborczych Kobiet). W 1905 wydała książkę Die moderne Frauenbewegung (Nowoczesny ruch wyzwolenia kobiet). Była to panorama i porównanie ruchów społecznych kobiet w USA, Francji, Wielkiej Brytanii, Szwecji i Rosji. Uczestniczyła w Międzynarodowym Kongresie Feministycznym w Londynie w 1909. Wkrótce wdała się w spór z Anitą Augspurg i Lidą Gustavą Heymann w sprawie tego, jak opisać angielski ruch sufrażystek. Mimo tego w 1912 wydała książkę Die Suffragettes.

### Działalność polityczna
Z czasem przyjęła poglądy konserwatywno-nacjonalistyczne, czego dawne koleżanki z ruchu feministycznego nie mogły jej wybaczyć. Jeszcze przed wybuchem I wojny światowej Schirmacher analizowała sytuację polityczną Europy i podkreślała niebezpieczeństwa dla tzw. niemieckiego Wschodu. Po zakończeniu wojny pisała teksty w czasopismach „Marchia Wschodnia” i „Duch pogranicza”. Teksty odbijały się szerokim echem i padały na podatny grunt ze względu na oburzenie postanowieniami traktatu wersalskiego, który krytykowała. Nie zgadzała się z utworzeniem Wolnego Miasta Gdańska i przebiegiem nowych granic wschodniej części Niemiec.
W dniu 4 lutego 1919 została wybrana jako reprezentantka Gdańska i Prus Zachodnich do Zgromadzenia Narodowego w Weimarze. Należała do partii niemiecko-narodowej. Jej mandat poselski wygasł w 1920. Swoje poglądy publikowała w rozprawie Die Geknechteten, wydanej w 1922, wydrukowanej rok później pracy Die Ostmark oraz wydanej w 1924 publikacji Grenzmarkgeist.
Prezydent Republiki Weimarskiej Paul von Hindenburg w 1926 w nagrodę za działalność publicystyczną nadał jej dożywotnią pensję honorową.

### Dorobek literacki
W jej dorobku mieszczą się także pamiętnik Danziger Bilder (1908) (opis Gdańska z perspektywy nastolatki), który doczekał się również polskiej wersji pt. Obrazki Gdańskie (2017), oraz nowela Heinrich Wilhelm Schirmacher – merkwürdige Begebenheiten seines Lebens. W 1921 opublikowała wspomnienia pt. Flammen (Płomienie).